# Воден (Пловдивська область)
Во́ден (болг. Воден) — село в Пловдивській області Болгарії. Входить до складу общини Пирвомай.

## Населення
За даними перепису населення 2011 року у селі проживали 615 осіб.
Національний склад населення села:
| Національність   | Кількість осіб | Відсоток |
| ---------------- | -------------- | -------- |
| турки            | 568            | 99,1%    |
| болгари          | 3              | 0,5%     |
| цигани           | 0              | 0%       |
| Всього відповіли | 573            |          |

Розподіл населення за віком у 2011 році:
Динаміка населення: